# コクーン2/遥かなる地球
『コクーン2/遥かなる地球』（コクーンツー はるかなるちきゅう、Cocoon: The Return）は1988年のアメリカ合衆国のSFファンタジー映画。監督はダニエル・ペトリー、出演はドン・アメチーとウィルフォード・ブリムリーなど。老人らの異星人との交流を描いた1985年の映画『コクーン』の続編である。

## ストーリー
5年前、アンタレス星人は、太古の昔から地球に取り残されていた仲間を連れ帰る目的で地球にやって来た。しかし、作戦は失敗し、アンタレス星人は代わりに、アートたち地球の老人を連れて故郷の星に帰還した。アンタレス星では地球人も不死の生命を得られるのだ。
地球に残された星人たちは、海中の球体（コクーン＝繭）の中で眠り続けていた。しかし、その繭を破壊する地殻変動が起こることが予測された。アンタレス星人のキティたちは、老人たちと共に再び地球に向かった。
成長した孫や旧友と再会し、地球の日々を満喫する老人たち。老妻の妊娠を知って驚くアート。しかし、海中の繭の一つは一足先に、海洋研究所の調査船に発見され、引き揚げられてしまった。繭を開き、中の星人とコンタクトを取る科学者たち。だが、繭から出た星人は、放っておけば衰弱し、死んでしまうのだ。
キティたちと共に、捕らわれた星人を救い出す老人たち。家族や友人との別れが辛い老人たちは、迎えの宇宙船には乗らず、地球で残りの寿命を終えることを決意した。宇宙船に乗り込んだのは、子供を産むために不死の力が必要なアートと妻だけだった。

## キャスト
| 役名                   | 俳優                                    | 日本語吹替 | 日本語吹替   |
| 役名                   | 俳優                                    | ソフト版   | テレビ朝日版 |
| ---------------------- | --------------------------------------- | ---------- | ------------ |
| アート                 | ドン・アメチー                          | 大木民夫   | 納谷悟朗     |
| ベン                   | ウィルフォード・ブリムリー              | 富田耕生   | 宮川洋一     |
| ジョー                 | ヒューム・クローニン                    | 槐柳二     | 永井一郎     |
| バーニー               | ジャック・ギルフォード                  | 北村弘一   | 八奈見乗児   |
| サラ                   | コートニー・コックス                    | 榊原良子   | 佐々木優子   |
| ジャック・ボナー       | スティーヴ・グッテンバーグ              | 大塚芳忠   | 井上和彦     |
| キティ                 | ターニー・ウェルチ                      | 勝生真沙子 | 横尾まり     |
| メアリー               | モーリン・ステイプルトン                | 沼波輝枝   | 麻生美代子   |
| アルマ・フィンレイ     | ジェシカ・タンディ                      | 香椎くに子 | 島美弥子     |
| ベス                   | グウェン・ヴァードン                    |            | 中西妙子     |
| ローズ                 | ハータ・ウェア                          |            |              |
| デヴィッド             | バレット・オリバー                      | 田中真弓   | 浪川大輔     |
| ルビー・ファインバーグ | エレイン・ストリッチ                    | 京田尚子   | 来宮良子     |
| ウォルター             | ブライアン・デネヒー （クレジットなし） | 西村知道   | 島香裕       |

- テレビ朝日版：初回放送1991年3月10日『日曜洋画劇場』

## 作品の評価
Rotten Tomatoesによれば、12件の評論のうち高く評価しているのは33%にあたる4件にとどまっており、平均で10点満点中4.52点を得ている。
Metacriticによれば、13件の評論のうち高評価は2件、賛否混在は8件、低評価は3件、平均で100点満点中45点を得ている。
また、allcinemaは「繭を引き揚げた科学者たちの設定が目新しい程度で、焼き直しの印象は拭えない。」としている。

### 受賞歴
第16回サターン賞においてSF映画賞、主演男優賞（ヒューム・クローニン）、主演女優賞（ジェシカ・タンディ）、助演男優賞（ジャック・ギルフォード）の4部門にノミネートされるが、いずれも受賞はならなかった。